# JK Dünamo Tallinn
JK Dünamo Tallinn is een Estse voetbalclub uit de hoofdstad Tallinn. 
De club werd in 1940 opgericht en was vrij succesvol in de Estse hoogste klasse ten tijde van de Sovjet-Unie, de club werd tien keer kampioen. Voor het uiteenvallen van de Sovjet-Unie speelde de club onder de Russische naam Dinamo Tallin. Na de onafhankelijkheid van Estland speelde de club nog enkele jaren in de hoogste divisie en degradeerde dan.

## Erelijst
- Kampioen van SSR Estland

1945, 1947, 1949, 1950, 1953, 1954, 1978, 1980, 1981, 1983